# Gourvillette
Gourvillette – miejscowość i gmina we Francji, w regionie Nowa Akwitania, w departamencie Charente-Maritime.
Według danych na rok 1990 gminę zamieszkiwały 132 osoby, a gęstość zaludnienia wynosiła 16 osób/km² (wśród 1467 gmin regionu Poitou-Charentes Gourvillette plasuje się na 861. miejscu pod względem liczby ludności, natomiast pod względem powierzchni na miejscu 926.).